# カントリークラブ

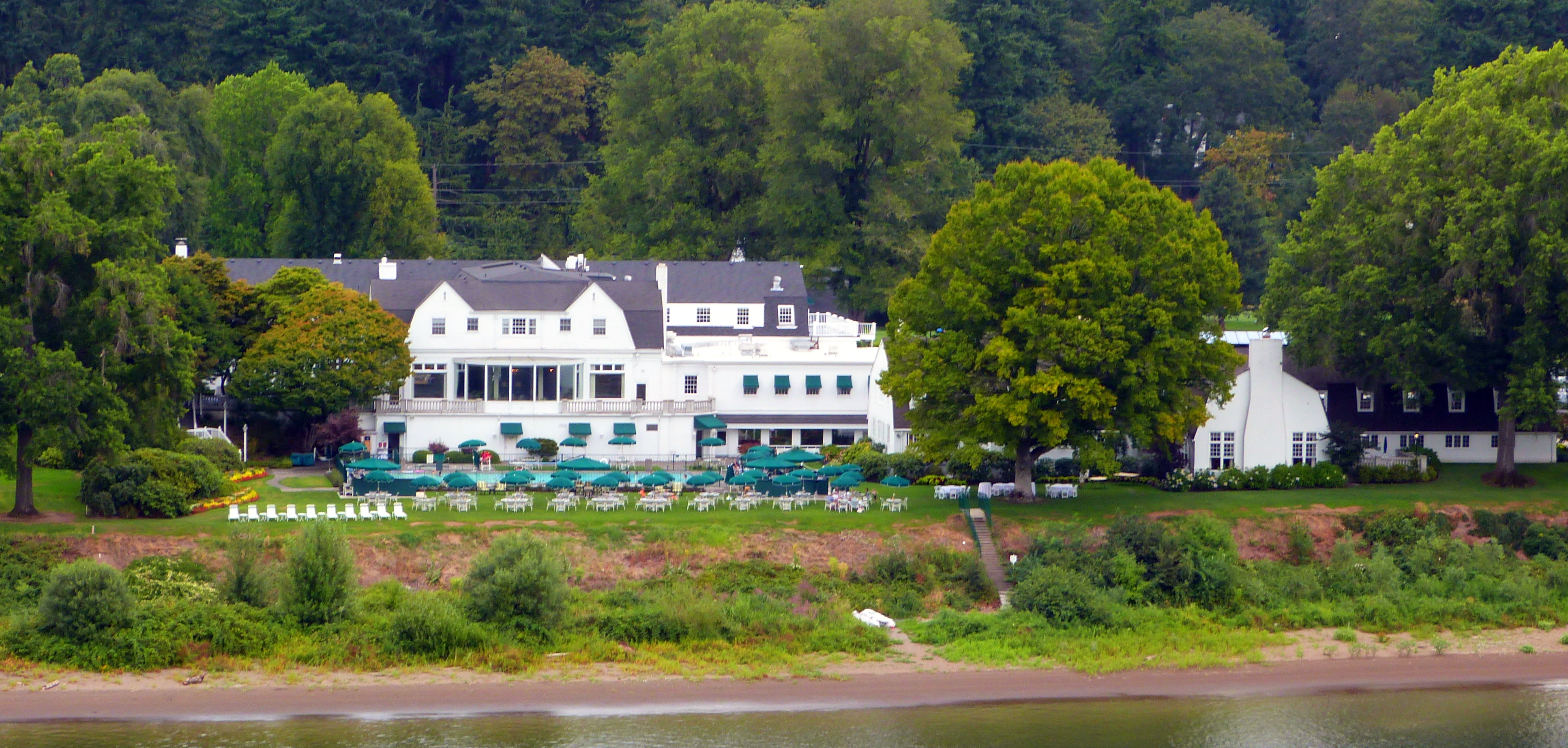
アメリカオレゴン州のウェイバリーカントリークラブ

カントリークラブ（country club）は、スポーツを楽しむために郊外につくられた、会員制のクラブおよびその施設である。
ゴルフ、テニス、水泳、ポロなどの設備を備えることが多い。
スポーツクラブと似ているが、それは主に都市部にあり通常ゴルフや伝統的なポロ競技の設備は無い。カントリークラブでは会員サービスとしてレストランやバーを備えている。また、付属的な会員サービスとして結婚式などが開かれる事がある。

## 日本での誤用
上記のようにカントリークラブはゴルフ以外の他のスポーツの設備も備えた施設を指す。しかし日本ではゴルフ場がカントリークラブを名乗っているところが多く、カントリークラブの名称はゴルフ場に特化して定着した。ゴルフコースだけを備えるものはゴルフクラブでありゴルフ場がカントリークラブを名乗るのは本来誤用である。また本来のカントリークラブが備えている会員間の交流の場としての機能も弱い。